# Тиесто
Тиесто (на нидерландски: Tiësto) е нидерландски диджей и продуцент на електронна музика. Най-известният му псевдоним е диджей Тиесто (DJ Tiësto), въпреки че в по-скорошните си творби се представя единствено като Тиесто.
Той е първият диджей, който е избиран 3 пъти поред за най-добър диджей на планетата от списание DJ Magazine – 2002, 2003 и 2004 г. Той е и първият диджей, който свири на живо на церемония по откриване на олимпийски игри (в Атина през 2004) и е номиниран за награда „Грами“ за албума си Elements of Life през 2008 г. През 2015 печели Грами с „All of Me (Tiesto's Birthday Treatment Remix)“ (John Legend) за най-добър ремиксиран запис.
Псевдонима си Тиесто избира сам, като идеята идва от истинското му име – Тейс Вервест (Tijs Verwest).

## Живот и музикална кариера

### Ранни години и кариера
Интересът му към музиката започва още от 12-годишна възраст. Две години по-късно решава да се занимава по-сериозно и работи като DJ по училищни партита. Между 1985 и 1994 работи в различни клубове в Холандия, а главната му резиденция е клуб „The Spock“ в родния му град Бреда. Там той свири маратонни сетове от 10 вечерта до 4 сутринта, където изгражда своя стил, пускайки главно ейсид хаус (acid house) и ню бийт (new beat).
През 1994 започва да издава предимно хардкор-техно/gabber музика за Noculan Recordings под псевдонимите 'Da Joker' и 'DJ Limited'. По-късно същата година интерес към него проявява и ротердамския лейбъл Basic Beat Recordings. Именно там се запознава и със своя бъдещ бизнес партньор Арни Бинк, с когото основават лейбъла Black Hole Recordings през 1997.
През Black Hole Тиесто издава своите 'Magik Series' микс-компилации, като междувременно открива и 2 под-лейбъла – „In Trance We Trust“ и „Songbird“.
През 1999 издава първата компилация от популярните In Search Of Sunrise серии. Годината е доста успешна за Тиесто, защото се утвърждава на холандската и европейска сцена – първото му голямо участие е на партито „Innercity“ в Амстердам през февруари, а през ноември става резидент в „Gatecrasher“, Шефилд. Същата година започва да работи съвместно с Ferry Corsten под псевдонима Gouryella. Друга известна колаборация от това време е съвместния му проект с Benno De Goeij от Rank 1 – Kamaya Painters.
През 2000 Тиесто се концентрира върху самостоятелните си продукции. На бял свят се появява и дебютният му микс албум озаглавен „Summerbreeze“, в който е включен и 11-минутния му ремикс на Delerium – Silence. Парчето остава четири поредни седмици в Топ 10 на Великобритания и е в постоянната плейлиста на клубовете от двете страни на океана, като достига №3 в класацията на „Билборд“. В тази година Тиесто представя на сцената нови имена като Armin van Buuren и Johan Gielen. През есента на 2000 издава In Search of Sunrise 2 и основава под-лейбъла „Magik Muzik“, чиято първоначална цел е да издава собствените му неща, но впоследствие са издавани неща и от други DJ и продуценти като Mark Norman, Filterheadz, Jes Brieden, Oliver Lieb, Phynn и др.

### In My Memory (2001 – 2004)
Първият соло албум на Тиесто е озаглавен „In My Memory“ излиза на 15 април 2001. Албумът съдържа 10 авторски парчета, като 5 от тях постигат голям успех на клубните сцени по целия свят: „Lethal Industry“ (което всъщност е направено през 1999, но тогава са издадени само 3 white label копиета), „Obsession“ (заедно с Junkie XL), инструменталните „Dallas 4PM“ и „Suburban Train“. Други нашумели тракове от албума са „Urban Train“ (което е вокална версия на Suburban Train), „Magik Journey“ и „In My Memory“.
На 2 февруари 2002 DJ Тиесто свири деветчасов сет на партито „Dutch Dimension“ в Амстердам. През август същата година става част от американското турне на Moby „Area2“ и печели наградата на DJ Mag за най-добър диджей на планетата за първи път. 2002 е годината в която излиза първата компилация от поредицата „In Search Of Sunrise“ посветена на определено място – In Search of Sunrise 3: Panama.
През 2003 световния успех на Тиесто продължава, като през март се присъединява към турнето „Playstation2“ заедно с други DJ като Bad Boy Bill и Noel Sanger. На 10 май 2003 се състои концертът му на стадионът в Арнем, по-късно издаден на двд като „Tiesto In Concert“. 4 дни преди това излиза и миксираният албум „Nyana“. В същата година е издаден и друг филм за Тиесто – „Another Day At The Office“, който разказва повече за живота и музикалните му проекти.

### Just Be (2004 – 2007)
2004 е една от най-успешните години в кариерата на Тиесто. Тогава не издава нито един миксиран албум, но издава два авторски. Единият – „Just be“ е официално пуснат в продажба на 30 май 2004 г., като се продава в над 10 милиона бройки.
През октомври е снимана и втората част на „Tiesto In Concert“.
Вторият албум – „Parade Of The Athletes“, е посветен на Олимпийските игри в Атина. Организаторите канят холандския диджей, но с условието да изпълни свои авторски парчета. Така Тиесто става първият диджей, който прави изпълнение на живо на олимпийски игри. 90-минутният му сет с нов материал е наблюдаван от 80 000 души на стадиона и милиони телевизионни зрители и е издаден през октомври 2004 под името „Parade of the Athletes“.
В края на 2004 започва турнето му в Латинска америка, където пуска в държави като Бразилия, Панама, Перу, Парагвай, Уругвай, Венецуела, Еквадор и Колумбия. След турнето посвещава следващото издание на In Search Of Sunrise именно на Латинска америка – „In Search Of Sunrise 4: Latin America“
2006 г. на грандиозното откриване на зимните олимпийски игри в Торино, Италия звучи музика на световноизвестния диджей.
През февруари 2006 г. е избран за най-добър интернационален диджей за 2005 г., като печели тази награда за втори път. Този път след него се нареждат Ричи Хоутин на второ място и DJ Rush на трето.
През лятото на 2006 свири на Sensation White в Амстердам пред 45 000 души. Същата година излиза и 5-ото издание от поредицата „In Search Of Sunrise“, посветено на Лос Анджелис – „In Search Of Sunrise 5: Los Angeles“. Продажбите в Канада достигат 50 000 копия. В края на годината Тиесто става официален посланик на фондацията за борба със спина „Dance4Life“ и по този повод заедно с Maxi Jazz от Faithless издават парче със същото заглавие.
На 6 април 2007 стартира и самостоятелното радиопредаване на Тиесто по Radio 538 – „Club Life“.

### Elements Of Life (2007 – 2009)
На 16 април 2007 излиза третият самостоятелен албум на Тиесто – „Elements Of Life“. Албумът съдържа не само транс, но и експериментална, дори и рок музика. През декември албумът е номиниран за награда „Грами“ през 2008 в категорията за най-добър денс албум.

### Kaleidoscope (2009)
На 6 октомври 2009 Тиесто издава четвъртия си албум, озаглавен „Kaleidoscope“, който за разлика от предишните му албуми набляга предимно на други стилове от електронната и поп музика, като денс и хип-хоп.
На 26 март 2010 излиза албум с най-големите хитове на DJ Тиесто – „Magikal Journey: The Hits Collection 1998 – 2008“.
През април същата година той обявява, че напуска Black Hole Recordings и преодстъпва своя дял на вече бившият му съдружник Арни Бинк.
Микс-компилацията му „Club Life: Volume One Las Vegas“ е издадена на 4 април [2011], а на 13 юни същата година излиза и албумът му под псевдонима „Allure“ – „Kiss From The Past“.

### A Town Called Paradise (2014)
На 13 юни 2014 Тиесто издава петия си албум, озаглавен „A Town Called Paradise“ посредством звукозаписните студия Musical Freedom, PM:AM Recordings и Юнивърсъл Мюзик Груп.
Тиесто посещава България 7 пъти:
1. 27 май 2005 г. заедно с българския хор от Котел „Деца Орфееви“.
2. 17 септември 2008 г. София (зала „Фестивална“)
3. 2 август 2009 г. на Cacao Beach(Sunny Beach)
4. 30 юли 2011 г. на Cacao Beach(Sunny Beach)
5. 28 юли 2012 г. на City Stadium of Nesebar
6. 7 юни 2014 г. на Sofia Airport Terminal 2
7. 5 юни 2016 г. в Арена Армеец София

## Дискография
- Forbidden Paradise 1 – The Garden of Evil
- Forbidden Paradise 2 – The beauty and the beast
- Forbidden Paradise 3 – The Quest For Atlantis (1995 г.)
- Forbidden Paradise 4 – High As A Kite (1995 г.)
- Forbidden Paradise 5 – Arctic Expedition (1995 г.)
- Forbidden Paradise 6 – Valley Of Fire (1997 г.)
- Forbidden Paradise 7 – Deep Forest (1998)
- Forbidden Paradise 8 – Mystic Swamp
- Forbidden Paradise 9 – Waves
- Forbidden Paradise 10 – Djunggi
- Forbidden Paradise 11 – Face The Wild
- Forbidden Paradise 12 – Changing Colours
- Lost Treasures 1 – Isle Of Ra (1996 г.)
- Lost Treasures 2 – Concerto For Sonic Circles (1996 г.)
- Lost Treasures 3 – Creatures Of the Deep
- Global Clubbing – The Netherlands (1998)
- Live At InnerCity (2001 г.)
- Summerbreeze (2000 г.)
- Revolution Mix – 2set (2001 г.)
- Space Age 1.0 (2000 г.)
- Space Age 2.0(Wtih Dj Montana) (2000 г.)
- Magik 1 – First Flight (2001 г.)
- Magik 2 – Story Of The Fall (2001 г.)
- Magik 3 – Far From Earth (2001 г.)
- Magik 4 – New Adventure (2001 г.)
- Magik 5 – Heaven Beyond (2001 г.)
- Magik 6 – Live In Amsterdam (2001 г.)
- Magik 7 – Live In Los Angeles (2001 г.)
- In My Memory (2001 г.) [Japanese Release; Dutch Release; Remixed German promo; U.K Release; Taiwanese Release]
- Nyana (2003 г.)
- Just Be (2004 г.)
- Parade Of The Athletes (2004 г.)
- Love Comes Again (2004 г.)
- Just Be Remixed (2005 г.)
- Elements of Life (2007 г.)
- Elements of Life Remixed (2008 г.)
- In Search Of Sunrise 1 (2001 г.)
- In Search Of Sunrise 2 (2001 г.)
- In Search Of Sunrise 3 Panama (2002 г.)
- In Search Of Sunrise 4 Latin America (2005 г.)
- In Search Of Sunrise 5 Los Angeles (2006 г.)
- In Search Of Sunrise 6 Ibiza (2007 г.)
- In Search Of Sunrise 7 Asia (2008 г.)
- Kaleidoscope (2009 г.)
- Club Life – Volume One Las Vegas (2011 г.)

## Турнета
- 2002: Area2 Tour
- 2004: Just Be: Train Tour
- 2005: Tiësto In Concert: North America Tour 2005
- 2005: Central Eastern European Tour 2005
- 2006: In Search of Sunrise 5 Asia Tour
- 2007 – 2008: Elements of Life World Tour
- 2008: In Search of Sunrise: Summer Tour 2008
- 2009 – 2010: Kaleidoscope World Tour
- 2011: Club Life College Invasion Tour 2011
- 2013: Club Life College Invasion Tour 2013
- 2013: India Tour (Mumbai/Banglore/Delhi)
- 2013: UAE Tour (Dubai Sunburn Festival)

## Награди
- 1999 Gold Sales Award (Gouryella)
- 2000 Gold Sales Award (Walhalla)
- 2002 Zilveren Harp Music Award
- 2002 Lucky Strike Dance Award
- 2002 Dutch Popprijs
- 2002 Ibiza DJ Award: Best International DJ Trance
- 2003 World Dancestar Award U.S.A.: Best International DJ
- 2003 ID&T Dutch DJ Award: Best Dutch DJ by professional jury
- 2003 ID&T Dutch DJ Award: Best Dutch DJ by audience
- 2003 Radio 538 Dance Award: Radio 538 Dutch Audience Edison
- 2003 TMF Award Holland: Best Dance Act National
- 2003 TMF Award Holland: Best National DJ
- 2003 TMF Award Belgium: Best Dance International
- 2003 MTV Europe Music Awards: Best Dutch Act
- 2003 BG Magazine Award: Best Club/Trance/Hardhouse DJ
- 2003 Mixmag Award: Best Resident Ibiza
- 2004 ID&T Dutch DJ Award: Best Dutch DJ by audience
- 2004 Buma/Stemra Sound of Silence Award
- 2004 TMF Award Belgium: Best International DJ
- 2004 World Music Award: World's best selling Dutch artist
- 2004 Ibiza DJ Award: Best International DJ Trance
- 2004 TMF Award Holland: Best National DJ
- 2004 TMF Award Holland: Best Dance Act National
- 2004 WMC Awards Miami: Best International DJ
- 2004 DJUK awards: best DJ
- 2005 3 FM Award: Best Dance Artist
- 2005 Release Dance Award: Best Trance/Progressive artist
- 2005 Release Dance Award: Best International DJ
- 2005 TMF Belgium: Best International DJ
- 2005 Dance Music Award Germany: Best Trance Artist
- 2005 WMC Awards Miami: Best Producer
- 2005 WMC Awards Miami: Best Hi-NRG / Euro track
- 2015 Grammy Awards: Best Remixed Recording, Non-Classical – „All of Me (Tiesto's Birthday Treatment Remix)“ (John Legend)